# 109 Piscium
109 Piscium es una estrella subgigante amarilla, localizada a aproximadamente 106 años luz de distancia en la constelación Piscis. Tiene una masa similar al Sol, y tiene una mayor cantidad de hierro.
En 2000 el planeta extrasolar 109 Piscium b fue detectado orbitando esta estrella.

## Apariciones en la cultura popular
En la novela número 13 de Viaje a las estrellas, Wounded sky (1983, Diane Duane), el USS Enterprise causa intencionalmente que la estrella 109 Piscium se convierta en una supernova, al ingresar a velocidad warp demasiado cerca de su superficie, con el objetivo de destruir una flotilla de naves Klingon que lo perseguían. El capitán James T. Kirk presiente que tal vez "se meterá en problemas" con la Federación por su curso de acción.